# Александър Александров – Кривия
Вижте пояснителната страница за други личности с името Александър Александров.
Александър Александров – Кривия е български футболист.

## Кариера
Роден на 19 януари 1975 г. в Пловдив. Александров е продукт на школата на „Марица“ (Пловдив). През 1997 г. преминава в „Левски“. С този клуб Александров става шампион през 2000 г., вицешампион през 1998 и 1999 г., носител на Купата на България през 1998 и 2000 г. Футболист № 1 на България за 1999 г. За „Левски“ е изиграл 15 мача и е вкарал 1 гол в евротурнирите (4 мача за КЕШ, 5 мача и 1 гол за КНК и 6 мача за купата на УЕФА). Впечатлява италианските специалисти в мачовете с Ювентус за Купата на УЕФА през 1999 г.
През 2001 г. подписва договор с турския клуб „Коджаелиспор“. По-късно играе за още четири клуба в Турция – „Истанбулспор“, „Кайзериспор“, „Коняспор“ и „Анкарагюджу“. С „Коджаелиспор“ Александров става носител на Купата на Турция за 2002 г. За шест години в Турция изиграва 197 мача и вкарва 36 гола.
През септември 2007 г. Александров се завръща в България и сключва договор за 1,5 години с „ПФК Черно море“. Въпреки че към този момент е вече на 32 години, Александров бързо става капитан на „Моряците“ и е избран за „Футболист № 1 на Варна“ за 2007 и 2008 г. и „Най-добър халф в A група“ за 2008 г.
През лятото на 2011 се присъединява към ПФК Ботев (Пловдив) където помага на отборът да се завърне в елита, след което е назначен на поста спортен директор при пловдивчани.

### Национален отбор
Александър Александров дебютира в националния отбор на България на 10 октомври 1999 г. в европейска квалификация срещу Люксембург. За мъжкия национален изиграва 11 мача и е вкарва 1 гол до 2005 г.

### Статистика по сезони
- Марица – 1993/94 – Б група, 17 мача/4 гола
- Марица – 1994/95 – Б група, 19/7
- Марица – 1995/96 – Б група, 28/13
- Марица – 1996/97 – A група, 23/9
- Левски – 1997/98 – A група, 26/10
- Левски – 1998/99 – A група, 18/7
- Левски – 1999/00 – A група, 28/6
- Левски – 2000/есен — A група, 7/1
- Коджаелиспор – 2001/пролет — Турска Суперлига, 15/4
- Коджаелиспор – 2001/02 – Турска Суперлига, 30/4
- Коджаелиспор – 2002/есен — Турска Суперлига, 17/3
- Истанбулспор – 2003/пролет — Турска Суперлига, 15/2
- Истанбулспор – 2003/04 – Турска Суперлига, 32/7
- Истанбулспор – 2004/05 – Турска Суперлига, 32/8
- Кайзериспор – 2005/06 – Турска Суперлига, 31/6
- Коняспор – 2006/ес. — Турска Суперлига, 14/2
- Анкарагюджу – 2007/пр. — Турска Суперлига, 11/0
- Черно море – 2007/08 – A група, 28/10
- Черно море – 2008/09 – A група, 27/6
- Черно море – 2009 есен – A група, 5/0
- Левски – 2010/пр. — A група, 10/3
- Левски – 2010/11 – A група, 17/3
- Ботев Пловдив – 2011/12 – Б група, 24/9